# Micropora gracilis
Micropora gracilis är en mossdjursart som först beskrevs av Uttley 1949.  Micropora gracilis ingår i släktet Micropora och familjen Microporidae. Inga underarter finns listade i Catalogue of Life.